# عفنة أرضية
عفنة أرضية (الاسم العلمي:Mucor terrestris) هي نوع من الفطريات تتبع جنس العفنة من الفصيلة العفنية.